# Okeaninoscia oliveri
Okeaninoscia oliveri is een pissebed uit de familie Philosciidae. De wetenschappelijke naam van de soort is voor het eerst geldig gepubliceerd in 1911 door Charles Chilton.